# Noua Caledonie
Noua Caledonie (franceză Nouvelle-Calédonie) este un arhipelag în vestul Oceanului Pacific în regiunea Melanezia, situat la câteva grade nord față de Tropicul Capricornului. Este o colectivitate de peste mări atașată Franței cu un statut particular în urma semnării Acordurilor de la Nouméa în așteptarea unui referendum local prevăzut pentru anul 2014 privind independența sau menținerea sa în cadrul republicii franceze.

## Istoric
Teritoriile din vestul Pacificului au fost populate încă de acum 50.000 de ani. Popoarele care au colonizat arhipelagurile melaneziene se numesc Lapita. Din secolul XIX în insulă au sosit polinezieni care s-au amestecat cu populația indigenă.
Navigatorii europeni au descoperit insulele în secolul XVIII. James Cook a descoperit insula Grande Terre și a denumit-o Noua Caledonia, Caledonia fiind numele latin al Scoției. Comercianți europeni și nord-americani au început să facă comerț cu insulele, dar deoarece au devenit din ce în ce mai neonești și din cauza introducerii bolilor noi s-au creat tensiuni repetate între populațiile locale și aceștia. Ulterior, locuitori din insule au fost utilizați ca sclavi pe plantațiile de trestie de zahăr în Fiji și Queensland.
În secolul XIX misionari creștini au debarcat pe insulă și au produs schimbări profunde ale culturii locuitorilor, multe din obiceiurile străvechi pierzându-se. În 1853 Napoleon al III-lea a declarat insula ca posesiune franceză și până în 1922 în insulă au fost trimiși peste 22.000 de pușcăriași, inclusiv criminali și prizonieri politici. La sfârșitul epocii coloniei penale, coloniștii europeni (inclusiv pușcăriași) și lucrătorii din sudul Asiei depășeau din punct de vedere numeric indigenii, aceștia fiind discriminați printr-un sistem gen apartheid - Code de l'Indigénat.
Până în 1946 Noua Caledoine a fost o colonie franceză, ulterior aceasta devenind teritoriu de peste mări. Din 1985 mișcarea de independență a devenit din ce în ce mai puternică, Front de Libération Nationale Kanak Socialiste (FLNKS) fiind una dintre cele mai virulente organizații. În 1988 a avut loc o luare de ostateci în Ouvéa ce a dus la semnarea acordurilor de la Matginon și ulterior a acordurilor de la Nouméa ce descriu procesul de devoluție, oferă o cetățenie caledoniană separată, simboluri naționale separate și un referendum programat în 2014 asupra independenței sau rămânerii în cadrul republicii franceze.

## Demografia

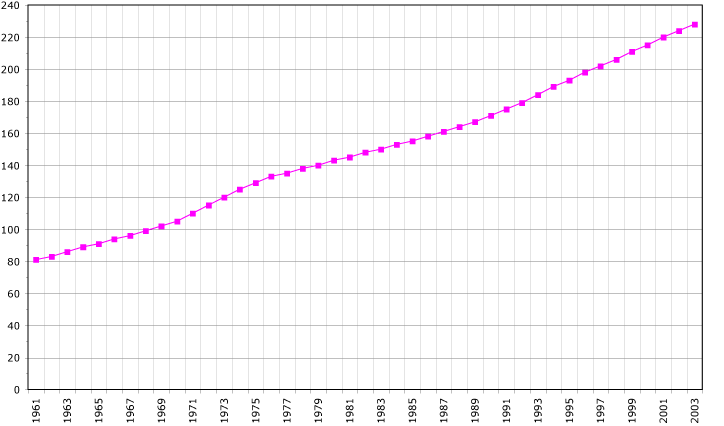
Evoluția demografică între 1961 și 2003. Populația în mii de locuitori.

La recensământul din 2004 populația Noii Caledonii era de 230.789 de locuitori. Între 1996 și 2004 s-a înregistrat o creștere a populației de aproximativ 34.000 de persoane, din care 27.000 reprezintă sporul natural și 7.000 reprezintă imigranți. 9,5 % din populație locuiește pe insulele adiacente, restul locuind pe insula principală. Capitala, cu o populație de 91.386 de locuitori, reprezintă 40 % din populația totală.
Grupurile etnice principale sunt:
- melanezieni (Kanak sau canaques);
- descendenții coloniștilor europeni, deseori metiși (Caldoche, în principal de origine franceză, în special din Alsacia-Lorena, locuitori ce au părăsit regiunile după anexarea acestora de către Germania în 1870);
- polinezieni (cei originari din Wallis și Futuna fiind cea mai importantă categorie - peste 16.000, mai mult decăt locuitorii actuali al acelor insule);
- europeni proveniți din imigrație recentă, din a doua jumătate a secolului XX, în principal de origine franceză;
- diverse grupuri asiatice (în principal indonezieni și vietnamezi);
- există de asemenea descendenți ai deportaților musulmani din Algeria.

Demografia este un aspect important al politicii Noii Caledonii, în urma acordurilor de la Nouméa existând o dispută asupra membrilor colegiului electoral în vederea referendumului cu privire la independență. Independentiștii acuză statul francez de favorizare a imigrației din Franța metropolitană prin acordarea de avantaje fiscale sau din alte teritorii franceze din Pacific și din Asia, astfel încât imigranții să depășească din punct de vedere numeric populația autohtonă, care, pretind ei, este favorabilă independenței. Chestiunea etniei este una foarte delicată, deoarece statul francez nu include această noțiune în statistici, dar mișcarea independentistă o consideră foarte importantă. Totuși, în teritoriu, cel puțin la nivelul administrației locale există o discriminare pozitivă în avantajul populației locale.

## Geografia

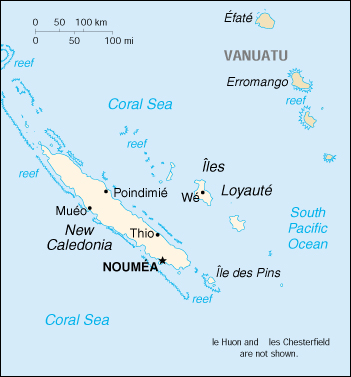
Harta Noii Caledonii

Noua Caledonie este un ansamblu de insule și arhipelaguri melanieziene situate în sud-vestul Oceanului Pacific în jurul coordonatelor 21°30′S 165°30′E / 21.500°S 165.500°E, la aproximativ 1.200 de km est de Australia și la 1.500 de km nord-est de Noua Zeelandă. Statul insular Vanuatu este situat în nord-est.
Noua Caledonie este situată în jurul unei insule principale Grande Terre (franceză pentru Pamântul Mare) care este în mod clar mai mare decât toate celelalte insule. Cele mai importante grupuri de insule mici sunt Insulele Belep la nord, Insula Pinilor la sud, insulele Loialității la est (Ouvéa, Lifou, Tiga și Maré) și la vest arhipelagul Insulelor Chesterfield și reciful Bellone. Insulele Loialității sunt situate la câteva sute de km în larg față de aceasta, iar cea mai mare dintre ele, Lifou este un pic mai mare decât Martinica, o altă insulă franceză.
Cu o suprafață de 16.372 de km², insula Grande Terre este orientată de la nord-vest la sud-est pe o lungime de peste 400 de km și având o lățime între 50 și 70 de km. Este parcursă pe toată lungimea ei de un lanț muntos, al cărui cel mai înalt vârf, muntele Panié, are o înălțime de 1.628 de metri. Coasta de est a insulei este mai umedă și prezintă peisaje tropicale, pe când coasta de vest este mai aridă, are aspect de savană.
Laguna caledoniană are o suprafață totală de 24.000 de km², ceea ce face din ea una dintre cele mai întinse lagune din lume după Marea Barieră de Corali australiană. Este înconjurată de o barieră de corali cu o lungime de peste 1.600 de km, situată la o depărtare de mal între 10 și 50 de km. Temperatura apelor variază între 21 °C și 28 °C. Laguna prezintă un bogat ecosistem marin cu o mare diversitate de specii, unele dintre ele specifice acesteia. Nautilis-ul, o fosilă vie din epoca dinozaurilor, este una dintre creaturile marine care trăiește în apele din jurul Noii Caledonii, fiind unul dintre simbolurile țării.
Teritoriul se bucură de un climat tropical oceanic, cu o temperatură anuală medie de 22,5 °C. Există două anotimpuri, unul cald, din noiembrie până în aprilie, cu temperaturi maximale între 28 °C și 30 °C, și un sezon răcoros cu temperaturi între 20 °C și 23 °C. Între cele două, uneori de la sfârșitul lui decembrie până în luna mai, există un sezon umed, al cicloanelor.
Spre deosebire de celelalte insule din Pacific, care se datorează activității vulcanice relativ recente, Noua Caledonie este un fragment din străvechiul super-continent Gondwana. Aceasta s-a desprins din continentul Australian acum 85 de milioane de ani, această izolare față de restul maselor terestre făcând din Noua Caledonie un mediu de păstrare al unor ecosisteme primitive .

## Politica
Statutul unic al Noii Caledonii este undeva între o țară independentă și un departament de peste mări francez. În urma acordurilor de la Nouméa din 1998, Noua Caledonie se află într-un proces de devoluție a puterilor către autoritățile locale. Sistemul politic este organizat sub forma unei democrații parlamentare reprezentative. Parlamentul Noii Caledonii se numește Congresul Teritoriului (franceză Congrès du territoire). Cei 54 de membri ai Congresului sunt aleși prin vot direct pe baza unei reprezentări proporționale din cele 3 provincii ale Noi Caledonii, pe o durată de 5 ani. Congresul are autoritate în următoarele domenii: taxarea, regimul muncii, sănătatea , igiena și comerțul exterior și este de asemenea abilitat să transfere competențe de la statul francez către puterile locale cu o majoritate calificată de trei cincimi din voturi. De asemenea are dreptul, după anul 2014 să ceară un referendum cu privire la independența Noii Caledonii. Există de asemenea și un Senat Cutumiar, format din 16 membri, aleși din cele 6 regiuni cutumiare.
Congresul alege membrii guvernului în mod porporțional și apoi alege președintele acestuia, guvernul reprezentând puterea executivă și fiind responsabil în fața Congresului. Actualmente, președintele guvernului este Marie-Noëlle Thémereau din partea partidului loialist Avenir Ensemble (franceză Viitorul Împreună). Noua Caledonie are de asemenea posibilitatea să fie implicată în cooperări internaționale cu țări independente din Oceanul Pacific.
Cele două curente politice întâlnite în Noua Caledonie sunt curentul independist, în general de stânga, și curentul loialist, în general de dreapta. Marea majoritate a populației non-europene și non-melaneziene (asiatici, polinezieni, etc.) sunt în general loialiști, dar există și europeni independentiști sau melanezieni (kanak) loialiști.
Noua Caledonie rămâne încă parte integrantă a republicii franceze, locuitorii săi fiind cetățeni francezi. Aceștia participă în alegerile prezidențiale și parlamentare franceze, Noua caledonie având 3 posturi în Parlamentul Franței (2 deputați și un senator). Statul francez este reprezentat de un înalt comisar al republicii  (franceză Haut-Commissaire de la République), care este șeful serviciilor civile și care participă la reuniunile guvernului local. Republica franceză rămâne unica autoritate competentă în anumite domenii cum ar fi: afacerile externe, justiția, apărarea, ordinea publică și finanțele.

## Diviziuni
Din punct de vedere administrativ, Noua Caledonie este împărțită în 3 provincii:
- Provincia Insulelor Loialității (franceză Province des îles Loyauté);
- Provincia Nord (franceză Province Nord), în nordul insulei Grande Terre;
- Provincia Sud (franceză Province Sud), în sudul insulei Grande Terre și cea mai populată;

Reprezentanții provinciilor, 14 membri pentru Provincia Insulelor Loialității, 22 de membri pentru Provincia Nord și 40 de membri pentru Provincia Sud, sunt aleși prin vot universal proporțional, cu un prag minim de 5%. Alegerile parlamentare locale se organizează în circumscripții ce corespund provinciilor.
Fiecare provincie este subdivizată în comune, existând un număr total de 33 comune. O comună este partajată între cele două provincii ale insulei principale.
În paralel cu administrația locală, există un nivel administrativ ce se ocupă de afacerile tribale ale populației Kanak. Există astfel opt arii cutumiare (franceză aires coutumières) a căror jurisdicție nu se întinde asupra populațiilor non-Kanak. Ariile corespund aproximativ limbilor indigene sau/și zonelor ocupate de triburi îninte de venirea francezilor. Fiecare arie are un consiliu cutumiar propriu, a cărui compoziție este fixată în funcție de uzanțele proprii.

## Economia
Noua Caledonie deține mai mult de 20% din rezervele mondiale de nichel, acesta fiind principalul produs de export cu aproape 90% din totalul exporturilor. Datorită scăderii prețului de bază al acestuia, în anii '90 economia a avut de suferit, dar în ultimii ani situația s-a îmbunătățit datorită creșterii cererii.
Agricultura este puțin dezvoltată, datorită lipsei terenurilor cultivabile, astfel că teritoriul este obligat să importe mare parte din alimente (aproximativ 20% din importurile totale). Împreună cu pescuitul, aceste activități reprezintă doar 6% din PIB, dar angajează 30% din populație.
Turismul este foarte dezvoltat, majoritatea turiștilor provenind din Japonia, Australia și Noua Zeelandă. Franța subvenționează puternic insula, peste 25% din PIB reprezentând transferuri financiare pentru aceasta.
Moneda utilizată este francul CFP care este fixată de euro la un curs de 0.00838 de euro pentru un franc CFP. Aceasta este emisă de filiala locală a Băncii Franței cu sediul la Nouméa, și este utilizată și în celelalte teritorii franceze din Pacific.

## Diverse
În Noua Caledonie, cunoașterea proprietăților plantelor medicinale care combat intoxicațiile a dus la inițierea unei campanii publice. Au fost difuzate informații legate de utilizarea unor plante în cazul intoxicației cu o toxină conținută de o specie locală de pește.

## Galerie

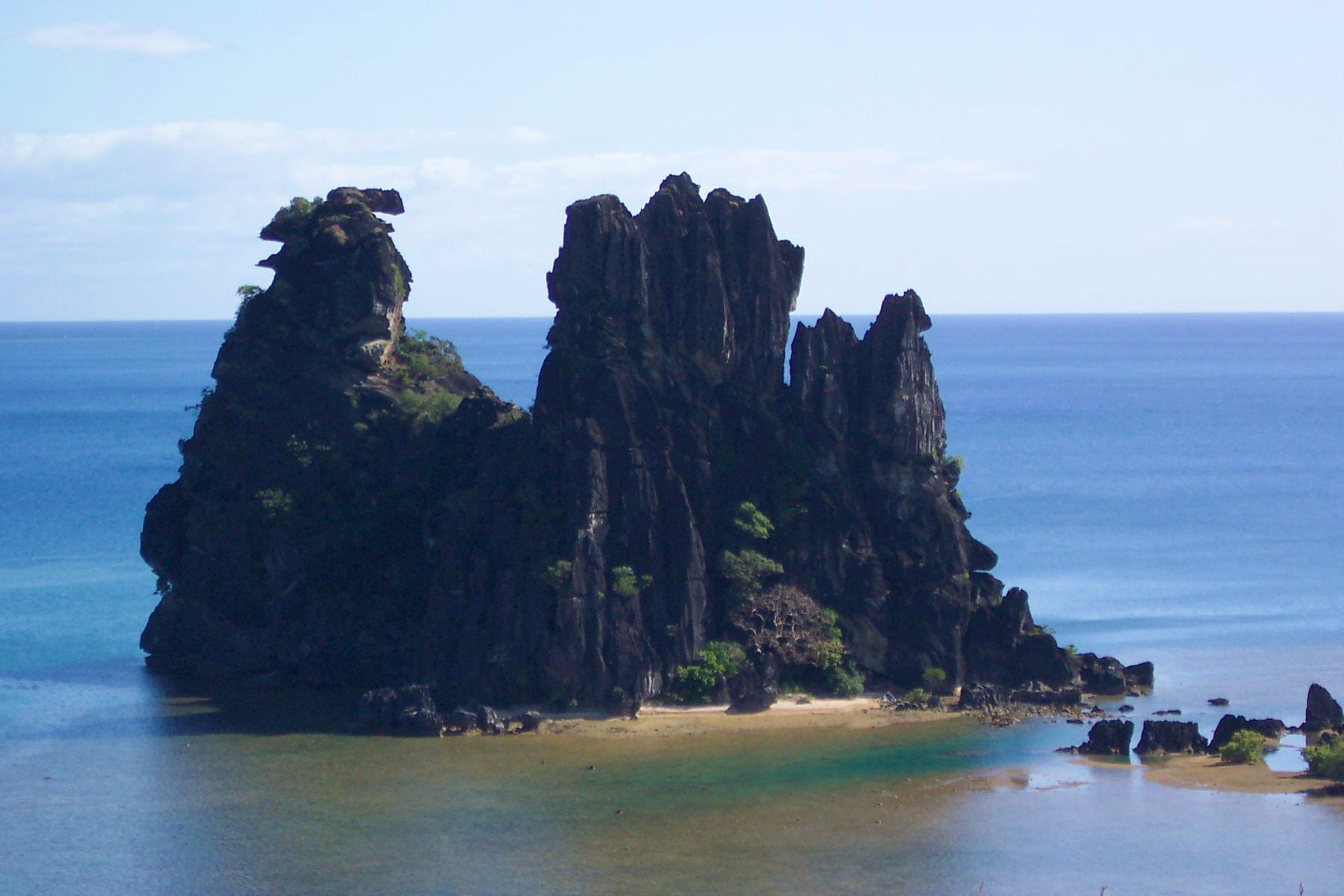
Formaţiune cotieră la Hienghène
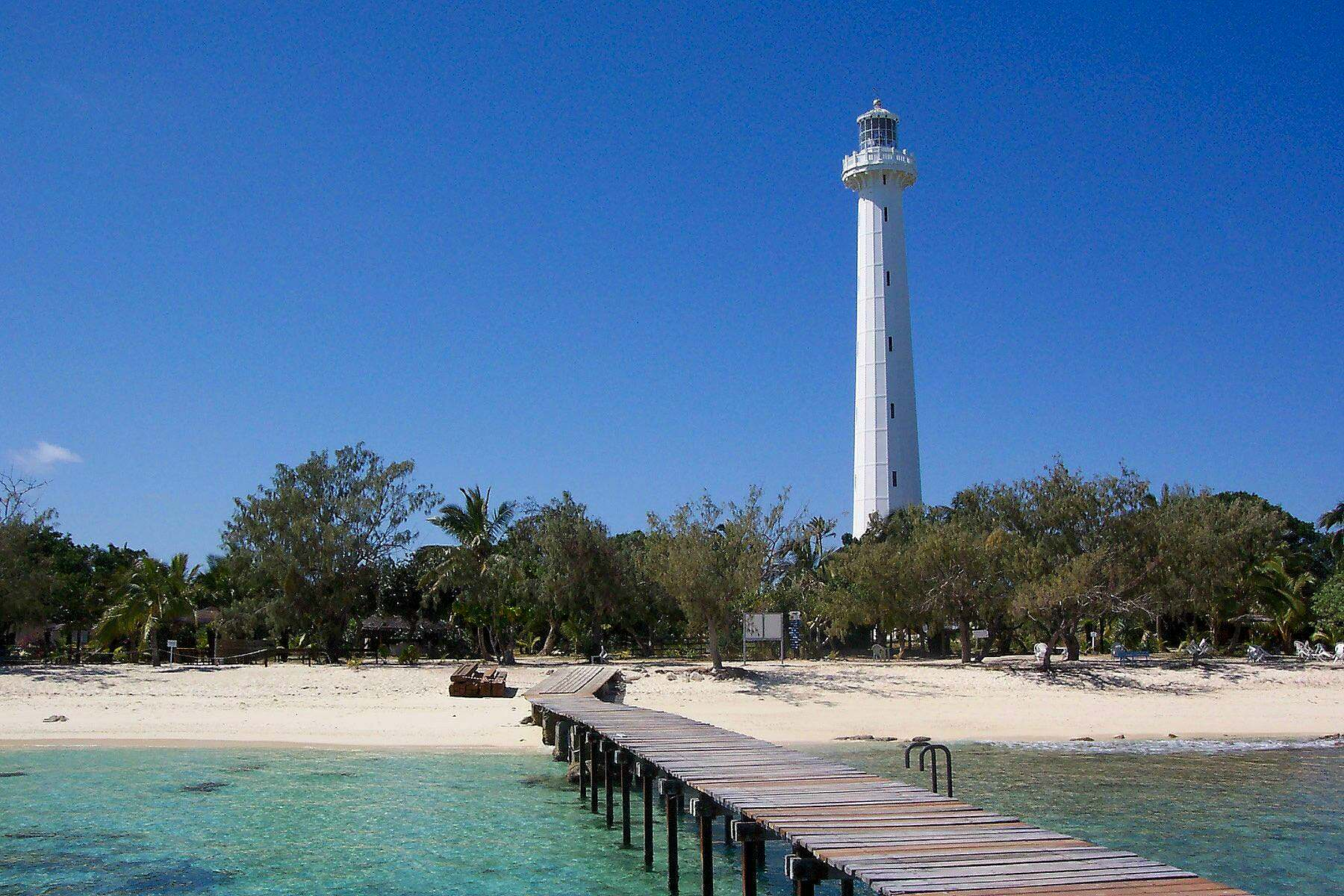
Farul Amédée la Nouméa
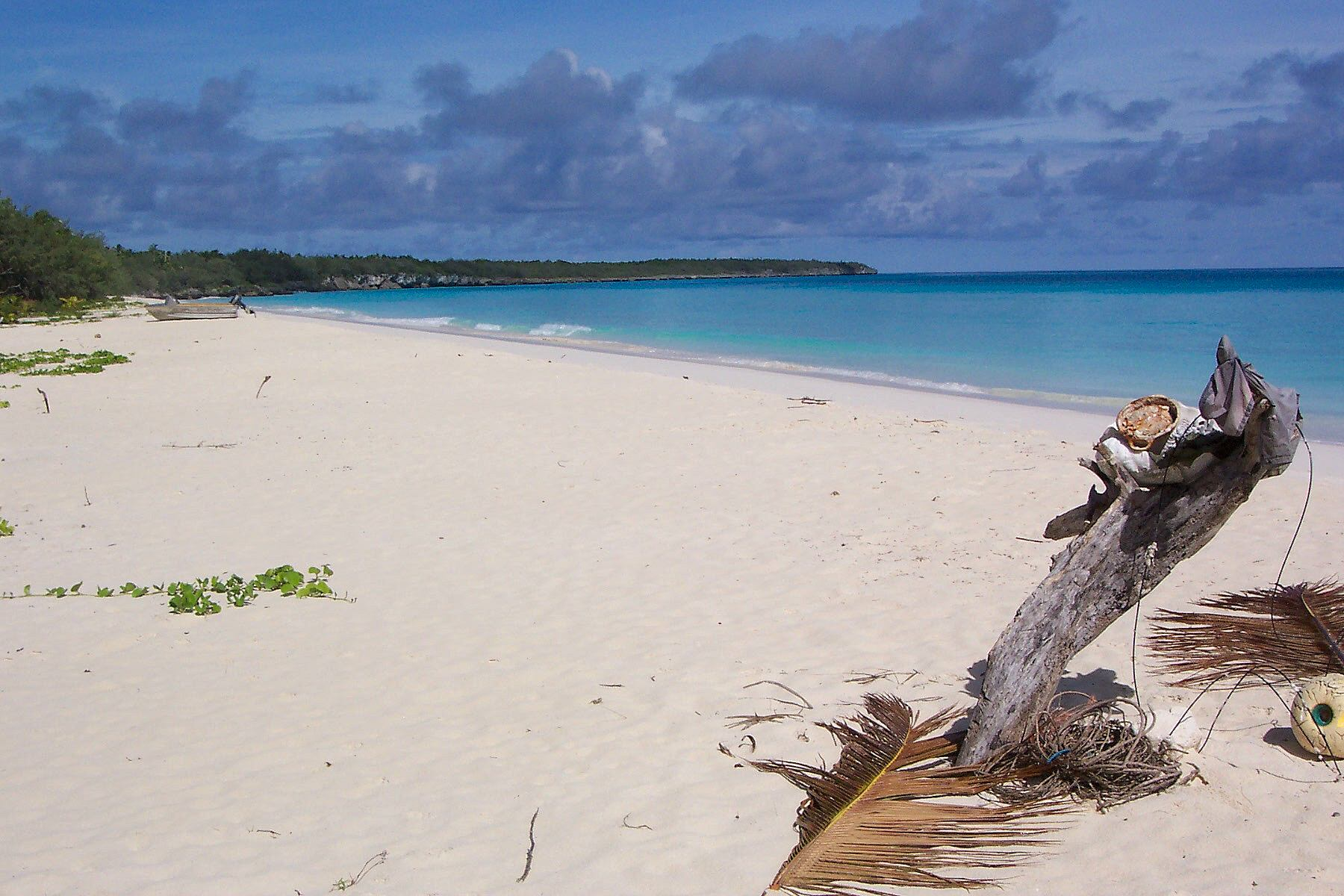
Atolul Ouvéa
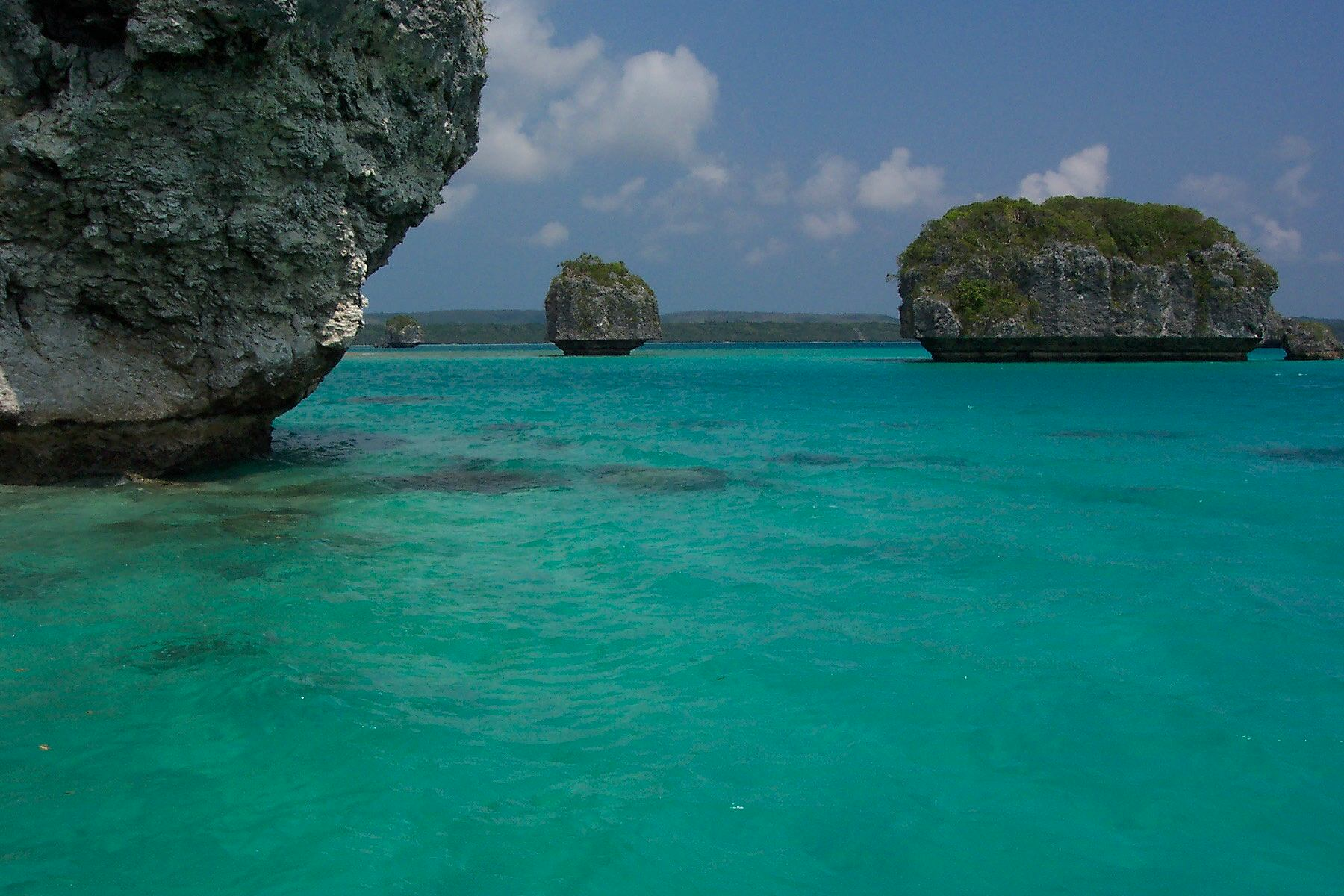
Golful Upi pe Insula Pinilor
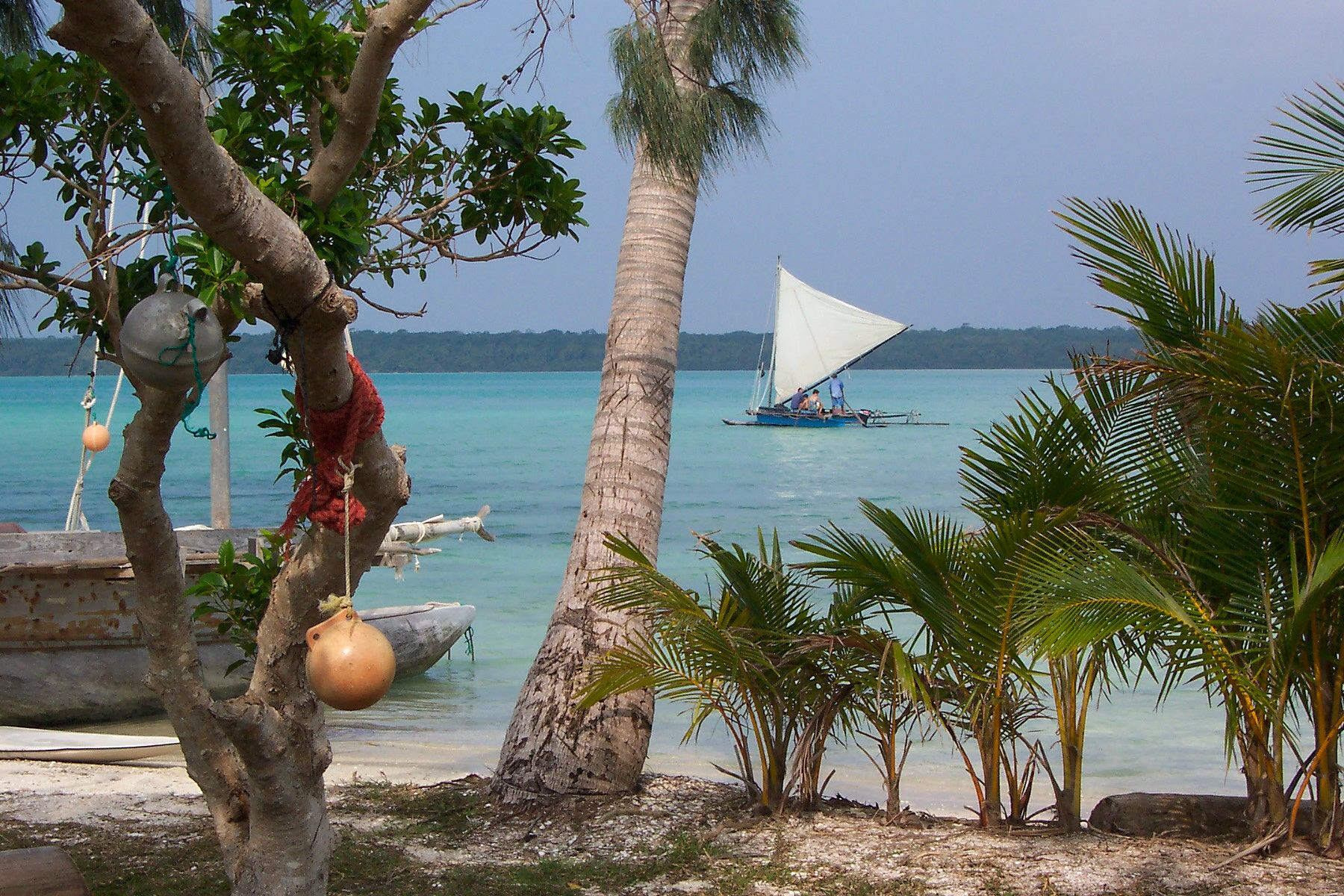
Golful Saint-Joseph pe Insula Pinilor
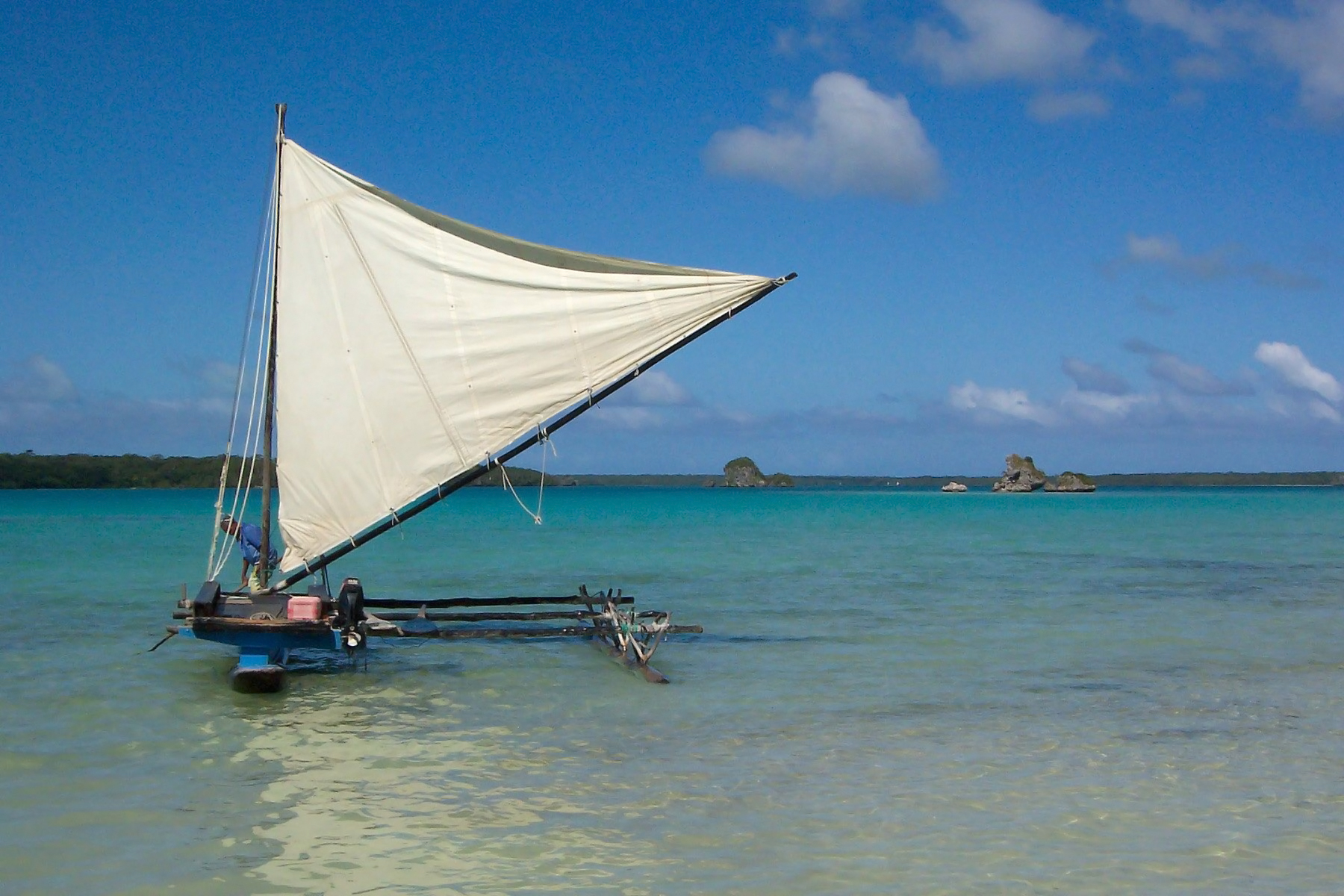
Pirogă tradiţională din Insula Pinilor
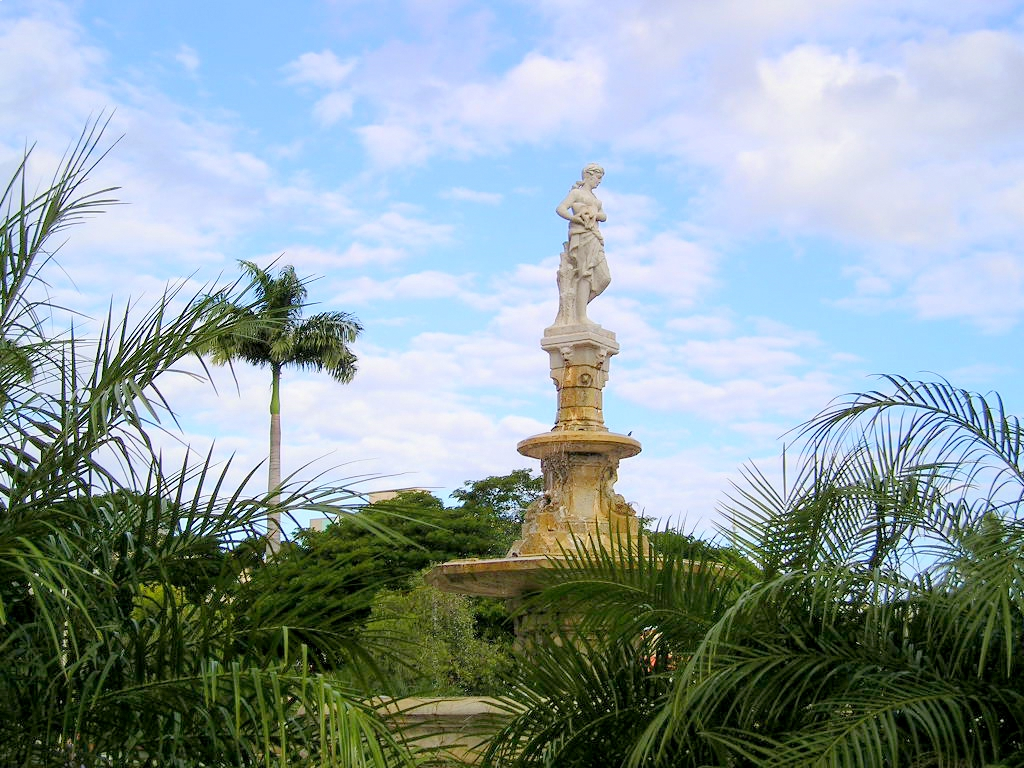
Fontaine Céleste, piaţa cocotierilor din Nouméa
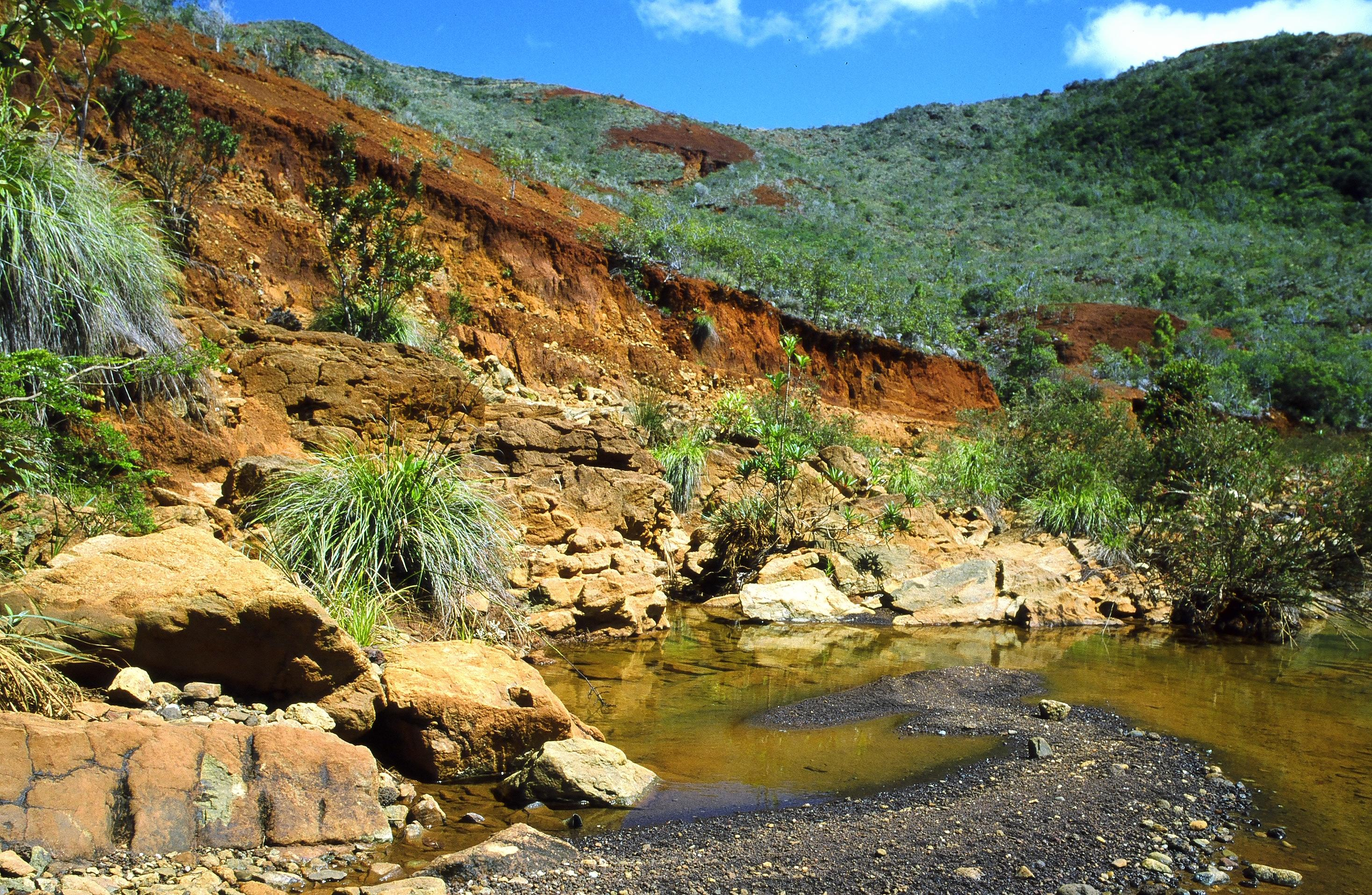
Un râu bogat în oxizi de metal în sudul insulei Grande Terre.
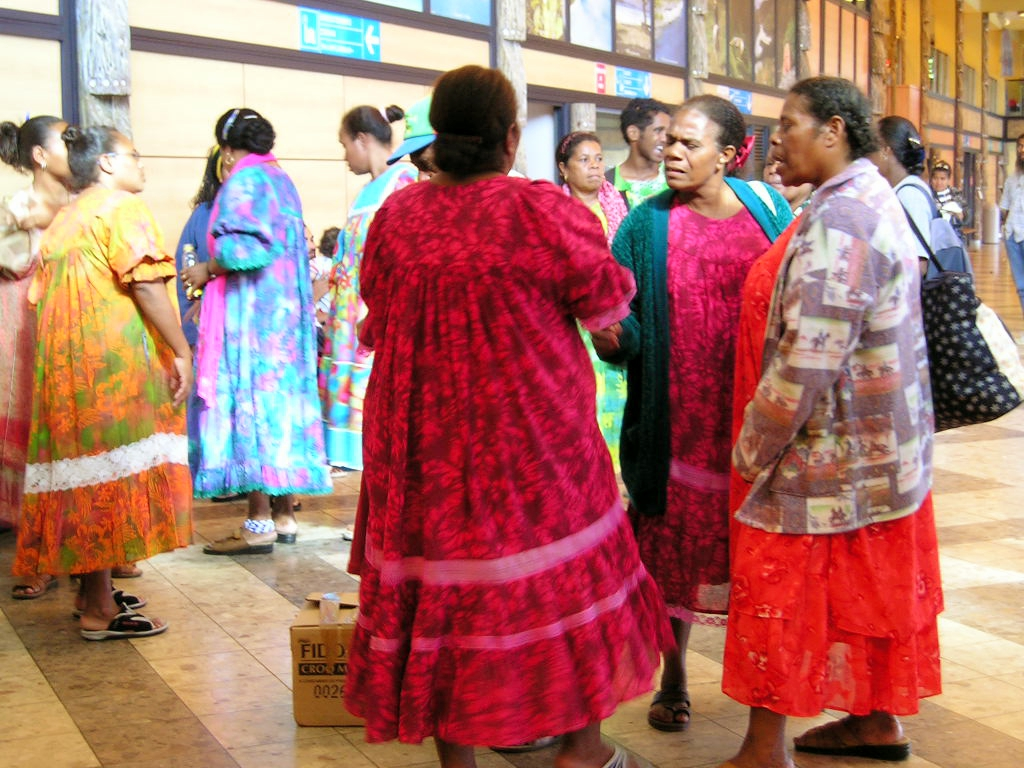
Grup de femei indigene
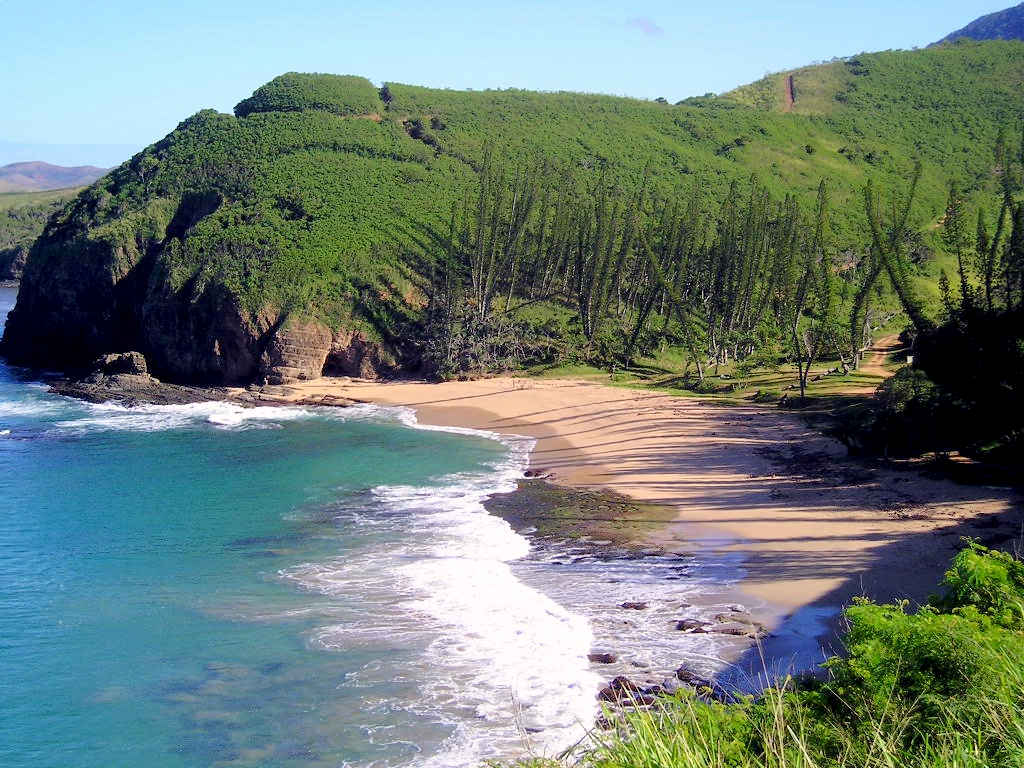
Golful ţestoaselor, lângă Bourail.
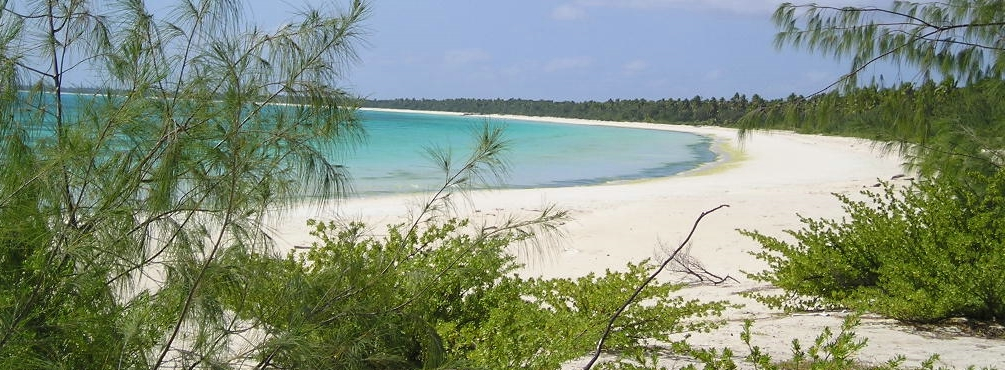
Lângă Ouvéa, 25 km de nisip alb...